# Jeanne Added
Jeanne Added est une auteure-compositrice-interprète française, née le 25 septembre 1980 à Reims.
Après une carrière d'interprète pour de nombreux musiciens de jazz, elle publie en 2011 un premier EP, et son premier disque Be Sensational en 2015. Elle chante essentiellement en anglais.
Jeanne Added a été doublement récompensée aux Victoires de la musique 2019 dans les catégories « artiste féminine » et « album rock » (pour Radiate).

## Biographie et carrière

### Débuts
Née à Reims en 1980, Jeanne Added est la fille d'un metteur en scène et d'une travailleuse sociale. Elle étudie le violoncelle et le chant lyrique au conservatoire national de région de Reims puis le jazz à Paris. Elle participe aux stages de la compagnie Lubat à Uzeste, où elle rencontre Bernard Lubat et André Minvielle. En 2001, elle intègre le Conservatoire national supérieur de musique de Paris où elle est la première admise dans la classe de jazz, puis à la Royal Academy of Music de Londres.
En 2005, à sa sortie du Conservatoire national supérieur de musique de Paris, elle est sollicitée par des musiciens aux parcours aussi variés que Vincent Courtois, Denis Charolles, Riccardo Del Fra, Pierre de Bethmann, Jean-Philippe Viret, John Greaves, Baptiste Trotignon, Yves Rousseau (pour chanter du Léo Ferré), Stéphane Kerecki. Elle devient également membre actif du trio Yes Is A Pleasant Country en compagnie de Vincent Lê Quang et Bruno Ruder, trio nommé aux Victoires du jazz 2011,,.
Depuis 2008 et la commande du festival Vague de Jazz, elle se produit en solo, accompagnée d'une basse électrique, jouant un répertoire de chansons de sa composition ainsi que des reprises. 
En 2011, elle est invitée par le groupe The Dø à faire leur première partie sur leur tournée d'automne, et sort un EP réalisé par Maxime Delpierre, sur le label Carton records,. Elle joue toute la saison 2012-13 en duo avec Marielle Châtain (The Dø),, puis enregistre un duo Now or never, reprise d'Elvis Presley, sur l'album Zoom de Rachid Taha.

### Be Sensational

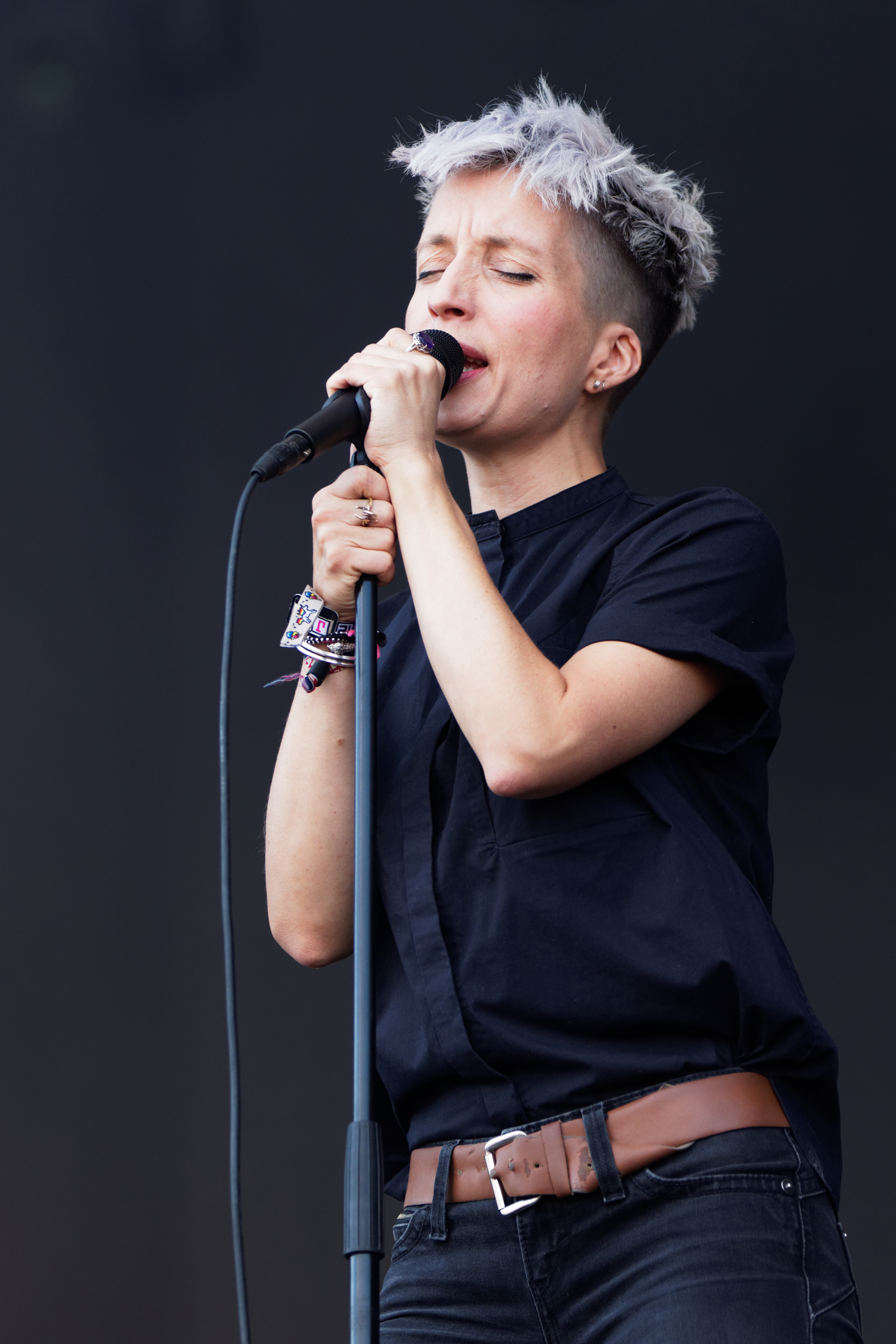
Festival des Vieilles Charrues, 2016

En 2014, elle signe chez Naïve Records alors qu'elle termine l'enregistrement de son premier disque réalisé par Dan Levy de The Dø. En décembre, elle est l'invitée des Trans Musicales de Rennes où elle se produit cinq soirs d'affilée sur la scène de l'Aire Libre. Elle est pour l'occasion accompagnée de Narumi Hérisson aux claviers et Anne Paceo à la batterie,,,. Elle est aussi présente à Lille pour la première partie de Soko, au printemps 2015.

A War Is Coming, le premier titre de son premier album Be Sensational, sort le 1er décembre 2014. Son premier EP 3 titres est disponible depuis le 23 février 2015 et son album Be Sensational sort le 1er juin 2015.
En 2016, Jeanne Added est nommée aux Victoires de la musique dans la catégorie Album révélation de l'année, elle est finaliste du prix Talent W9, remporte le prix du nouveau talent au Prix de la création musicale, et deux prix au Ouï Fm Rock Award. Ce sera la cinquième artiste la plus programmée dans les festivals l'été 2016.

### Radiate
Le 4 mai 2018, France Inter diffuse Mutate, nouveau single annonçant l'album Radiate qui sort le 14 septembre 2018,,, co-produit avec le duo électro franco-écossais de musique électronique Maestro (Mark Kerr et Frédéric Soulard).

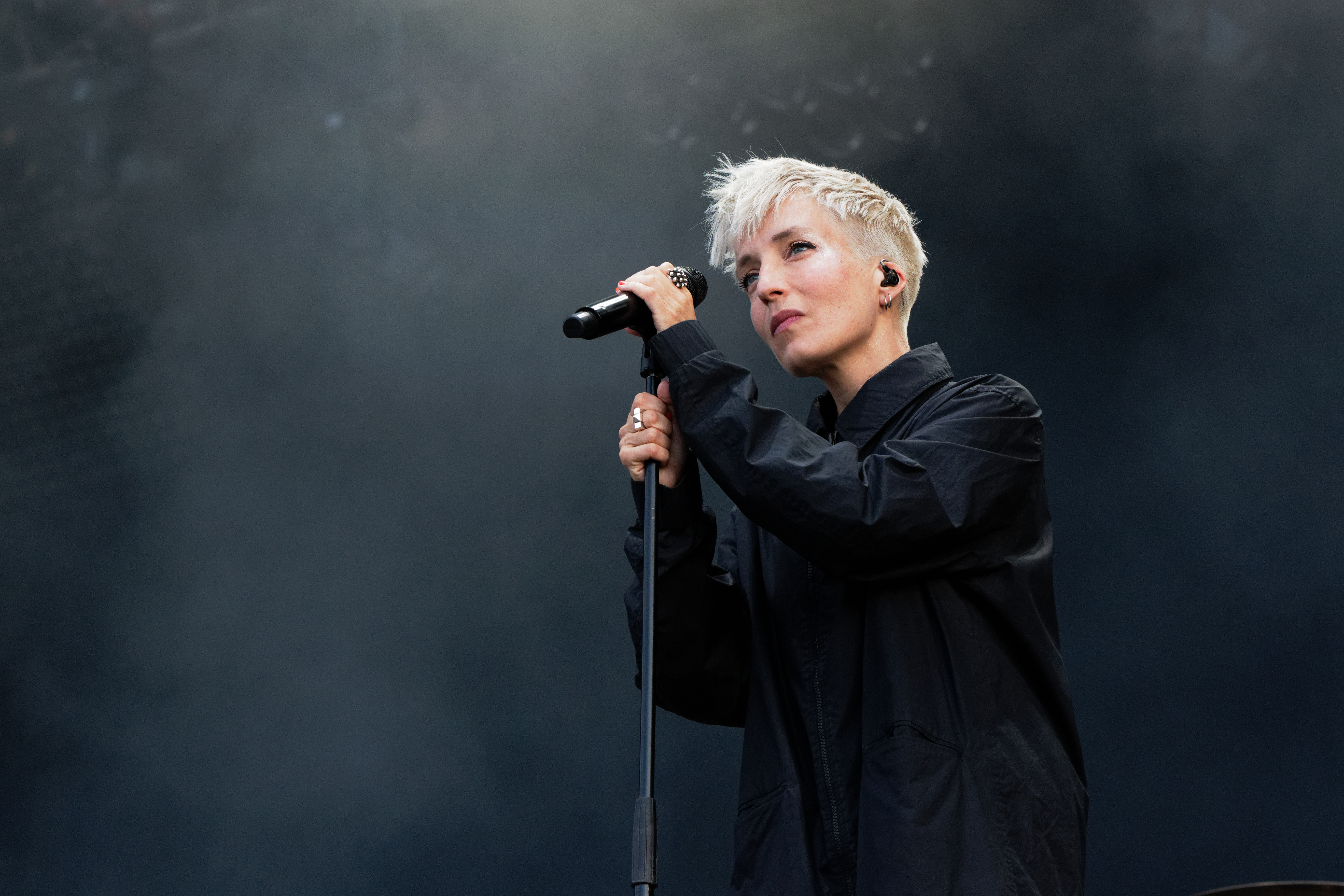
Festival des Vieilles Charrues, 2019

Le 21 juin 2018, Jeanne Added se produit en concert – en tête d'affiche – au Château de Marsillargues dans le cadre de la Fête de la musique organisée par le Ministère de la Culture.
Le grand public la découvre sur France Télévision dans deux émissions où elle est invitée à promouvoir son nouvel album Radiate : le 9 octobre 2018 dans l'émission C à vous où elle interprète en live le titre Both Sides, et dans la nuit du 24 au 25 novembre 2018 dans l'émission On n'est pas couché où elle interprète en live le titre Mutate (accompagnée du percussionniste Emiliano Turi).
Après avoir donné un concert parisien le 30 octobre 2018 au Trianon suivi d'une tournée en France, Jeanne Added s'est produite le 3 avril 2019 au Zénith Paris - La Villette.
En 2019, Jeanne Added renforce sa position en Belgique. Au printemps, elle s'essaye au Piano-Voix en live session dans une ancienne piscine de Saint-Josse en rénovation totale pour promouvoir son deuxième album enregistré au studio La Savonnerie à Bruxelles. Le 27 septembre 2019, elle joue sur la Grand-Place de Bruxelles en Belgique, pour la fête de la Fédération Wallonie-Bruxelles, invitée par Angèle et avec Roméo Elvis, Tamino, Caballero et JeanJass, MC Solaar, Aloïse Sauvage et Alain Souchon. Malgré la pluie, Jeanne Added fait une forte impression sur le public belge francophone,.
En 2020, elle est nommée aux Victoires de la musique, dans la catégorie meilleur concert.

### Air
Le 7 juillet 2020, Jeanne Added dévoile de façon inattendue sur YouTube un nouvel EP, Air, sous la forme d'un clip où s'enchaînent huit chansons. Le court-métrage, d'une durée d'environ trente minutes, présente cinq personnages (dont la chanteuse, l'actrice et mannequin Claude-Emmanuelle Gajan-Maull ou encore l'acteur Finnegan Oldfield) dans différents décors, principalement en pleine nature.
C'est la première fois que la chanteuse s'essaye au français sur un de ses albums. Par ailleurs, de longues plages instrumentales viennent rythmer l'ensemble. Added explique s'être inspirée de la tournée précédente (celle de Radiate) et des différentes rencontres d'alors pour concevoir cet EP.

### By your side
En septembre 2022, Jeanne Added sort le single Au Revoir, annonçant la sortie de l'album By your side pour début octobre.
Ce troisième album comporte 12 chansons.
Pour accompagner la sortie de l'album, l'artiste débute une nouvelle tournée à Rennes, avec deux dates dans la salle de l'Ubu.

## Discographie

### Participations
- 2004 : Frida, de Leïla Olivesi (Attention Fragile)
- 2005 : Tootya, de Toufic Farroukh
- 2006 : What Do You Mean By Silence?, de Vincent Courtois Quartet
- 2007 : Oui de Pierre de Bethmann (Plus Loin)
- 2007 : Poète, vos papiers !, de Léo Ferré et Yves Rousseau Quartet (avec Claudia Solal)
- 2008 : Verlaine, de John Greaves
- 2009 : Cubique de Pierre de Bethmann (Plus Loin)
- 2011 : Yebunna Seneserhat, du Bruit du [Sign]
- 2011 : Verlaine 2 : Divine Ignorante, de John Greaves
- 2011 : Live In Berlin, de Vincent Courtois Quartet
- 2012 : Song Song Song, de Baptiste Trotignon
- 2013 : Zoom, de Rachid Taha
- 2014 : Waimarama, de Franck Monnet
- 2014 : Supersonic Play Sun Ra, de Thomas de Pourquery
- 2014 : Nouvelle Vague, du Stéphane Kerecki Quartet
- 2015 : Wiebo', spectacle de Philippe Découflé et de sa Cie DCA
- 2016 : Trust : Le Bureau des légendes, saison 3 (générique de fin)
- 2019 : La Petite fille du 3e en duo avec Christophe (sur l'album Christophe Etc. Vol. 2)
- 2019 : Fever en duo avec Jay-Jay Johanson

- 2024 : Sensational Symphony[39] accompagnée par l'Orchestre philharmonique de Radio France lors de la 3ème édition de l'Hyper Weekend Festival (arrangements par le compositeur Dan Levy)
- 2025 : chanteuse pour la publicité de la Renault Espace « full hybride »[40]

## Distinctions

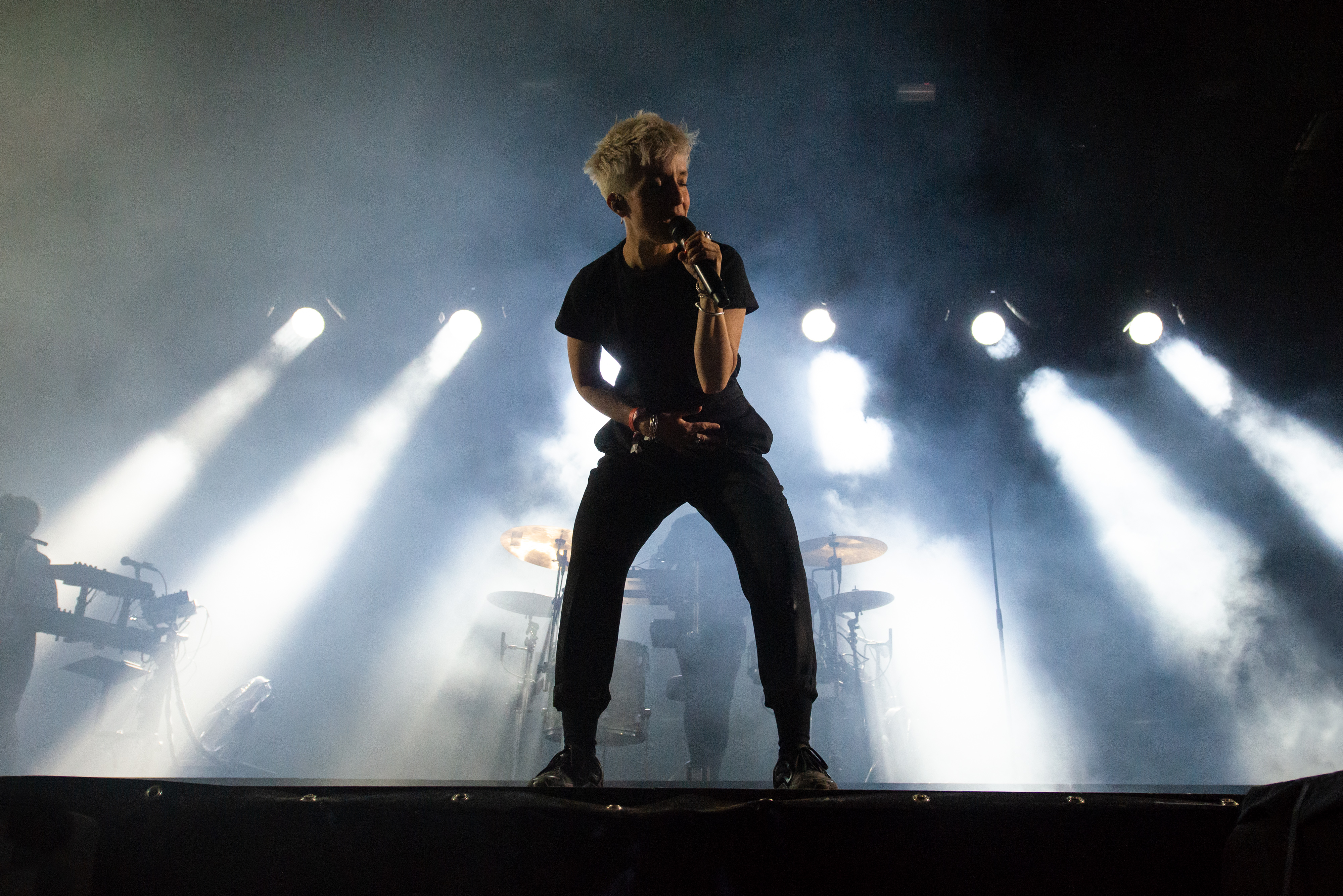
Jeanne Added, Saint-Nazaire, 2019.

### Récompenses
- Prix Deezer Adami 2015 : Prix des pros
- Ouï FM Rock Awards 2016 : Prix de l'Artiste et l'Album Rock de l’année – catégorie Indé  et le prix de la Révélation française[41]
- Prix de la création musicale 2016: prix du nouveau talent
- Prix Talents W9 2016 : Finaliste
- Victoires de la musique 2019 : Victoire de l'artiste interprète féminine et Victoire de l'album rock pour Radiate

### Nominations
- Nomination aux Victoires du jazz 2011 : Artiste ou formation vocale française ou de production française.
- Nomination aux Victoires de la musique 2016 dans la catégorie de l'album révélation de l'année pour Be Sensational.